# Casa dels Requesens (Santa Coloma de Queralt)
La Casa dels Requesens és un edifici del municipi de Santa Coloma de Queralt (Conca de Barberà) inclosa en l'Inventari del Patrimoni Arquitectònic de Catalunya.

## Descripció
Es tracta d'una antiga construcció afegida a un mas medieval.
De l'antiga construcció ens han arribat les restes d'una torre quadrada precedida de construccions sobre arcs de mig punt dovellats formant un petit pati. La resta de la casa és una construcció renaixentista, actualment habilitada com a habitatge, de planta quadrada, amb un gran vestíbul que arriba a l'altura del primer pis, en el que es conserven restes de l'àmplia escala de pedra amb balustres. La porta est és de mig punt amb dovelles llises amb la data de 1586 inscrita a la clau. Al mur sud, una porta de llinda monolítica amb arc de descàrrega, és coronada en el pis més alt per un matacà format per mènsules del segle XIV i una gran llosa, potser sepulcral, en la que s'observa la creu de l'Hospital. En el primer pis i en el principal s'obren diverses finestres d'arcs mixtilinis a la llinda. A l'est, una de les finestres porta la data de 1577 i una altra el nom de Pere Segura. El pis més alt, l'antic graner, és una successió de finestres d'arc de mig punt.